# Sticherus lanuginosus
Sticherus lanuginosus är en ormbunkeart som först beskrevs av Fée, och fick sitt nu gällande namn av Takenoshin Nakai. Sticherus lanuginosus ingår i släktet Sticherus och familjen Gleicheniaceae. Inga underarter finns listade.